# Karl Platen
Karl Platen, né à Halle-sur-Saale le 6 mars 1877 et mort à Weimar le 4 juillet 1952, est un acteur allemand.

## Filmographie partielle
- 1919 : Der Knabe in Blau ou Der Todessmaragd (en français : Le Cavalier bleu) de F.W. Murnau
- 1919 : La Du Barry (Passion) d'Ernst Lubitsch
- 1920 : Anne Boleyn d'Ernst Lubitsch
- 1920 : Die Fee von Saint Ménard d'Erik Lund
- 1921 : Lady Hamilton de Richard Oswald
- 1921 : Der Stier von Olivera d'Erich Schönfelder
- 1921 : Le Tombeau hindou de Joe May
- 1921 : Les Trois Lumières (Der müde Tod) de Fritz Lang
- 1923 : Tragödie der Liebe de Joe May
- 1923 : Le Montreur d'ombres d'Arthur Robison
- 1923 : Sa femme l'inconnue de Benjamin Christensen
- 1924 : Garragan de Ludwig Wolff
- 1926 : La Duchesse de Langeais de Paul Czinner
- 1927 : Une Dubarry moderne (Eine Dubarry von heute) d'Alexander Korda
- 1927 : Die Geliebte de Robert Wiene
- 1928 : Luther – Ein Film der deutschen Reformation de Hans Kyser
- 1929 : Asphalte de Joe May
- 1930 : L'Immortel Vagabond de Gustav Ucicky et Joe May
- 1933 : Le Testament du docteur Mabuse de Fritz Lang
- 1936 : Ave Maria de Johannes Riemann
- 1938 : Napoleon ist an allem schuld de Curt Goetz
- 1938 : Pieux mensonge ou Mensonge de mère (Die fromme Lüge ) de Nunzio Malasomma
- 1939 : L'Océan en feu de Günther Rittau
- 1939 : La Lutte héroïque de Hans Steinhoff